# NGC 6184
NGC 6184 је спирална галаксија у сазвежђу Херкул која се налази на NGC листи објеката дубоког неба.
Деклинација објекта је + 40° 33' 56" а ректасцензија 16h 31m 34,4s. Привидна величина (магнитуда) објекта NGC 6184 износи 14,3 а фотографска магнитуда 15,1. NGC 6184 је још познат и под ознакама MCG 7-34-109, CGCG 224-70, KUG 1629+406B, PGC 58432.